# مییکوواتس (کنگاژواتس)
مییکوواتس (به صربی: Miljkovac) یک منطقهٔ مسکونی در صربستان است که در کنگاژواتس واقع شده‌است. مییکوواتس ۱۵۴ نفر جمعیت دارد.